# Swan Songs B-Sides EP
Swan Songs B-Sides EP jest to EP-ka stworzona przez grupę Hollywood Undead. Została ona wydana 23 czerwca 2009 roku i zawiera 4 piosenki B-Side, które zostały nagrane podczas nagrywania piosenek do albumu Swan Songs. Piosenki te nie zostały włączone do albumu Swan Songs. Te cztery piosenki były wcześniej dostępne jako piosenki bonusowe. "The Loss" była dostępna w edycji Indie Store, "The Natives" była dostępna w Smartpunk Edition. Pozostałe piosenki "Knife Called Lust" oraz "Pain" były dostępne w Japońskiej i Brytyjskiej edycji albumu. Piosenka "Pain" była dostępna także w edycji iTunes.

## Lista utworów
| 1. | "Pain               | 2:41  |
|    |                     |       |
| 2. | "The Natives"       | 3:40  |
|    |                     |       |
| 3. | "Knife Called Lust" | 2:59  |
|    |                     |       |
| 4. | "The Loss"          | 3:15  |
|    |                     |       |
|    |                     | 12:35 |
|    |                     |       |

## Pozycje na listach
| Lista (2009)            | Pozycja |
| ----------------------- | ------- |
| US Billboard 200        | 124     |
| US Top Hard Rock Albums | 20      |
| US Top Rock Albums      | 50      |